# Pogost de Kiji
Le pogost de Kiji, (en carélien : Kiži ; en russe : Ки́жский пого́ст, en anglais : Kizhi Pogost) est un ensemble architectural situé sur l'île de Kiji, elle-même sur le lac Onega, comprenant deux églises avec clochers datant du XVIIIe et du XIXe siècle entourées d'un mur de clôture, formant des enclos paroissiaux. Pogost signifie enclos paroissial, constructions autour de l'église, palissade, cimetière paroissial.
Le 1er janvier 1966, l'ensemble architectural du pogost de Kiji a servi de base à la création du musée-réserve historique de l'État auquel, en plus des bâtiments existant déjà à cet endroit, furent ajoutées un grand nombre de chapelles, de maisons, de fermes de la région de Zaonejie et d'autres régions de Carélie.
Selon une légende, l'église de la Transfiguration de Kiji fut construite au moyen d'une seule hache (elle est construite sans clous) que par la suite l'artisan jeta dans le lac.
En 1990, le pogost de Kiji est inscrit sur la liste du patrimoine mondial de l'UNESCO. En 1993, par décret du Président de la fédération de Russie, les bâtiments du musée en plein air sont ajoutés au Code national des biens de valeur particulière de l'héritage culturel des peuples de la fédération de Russie.

## Ensemble architectural

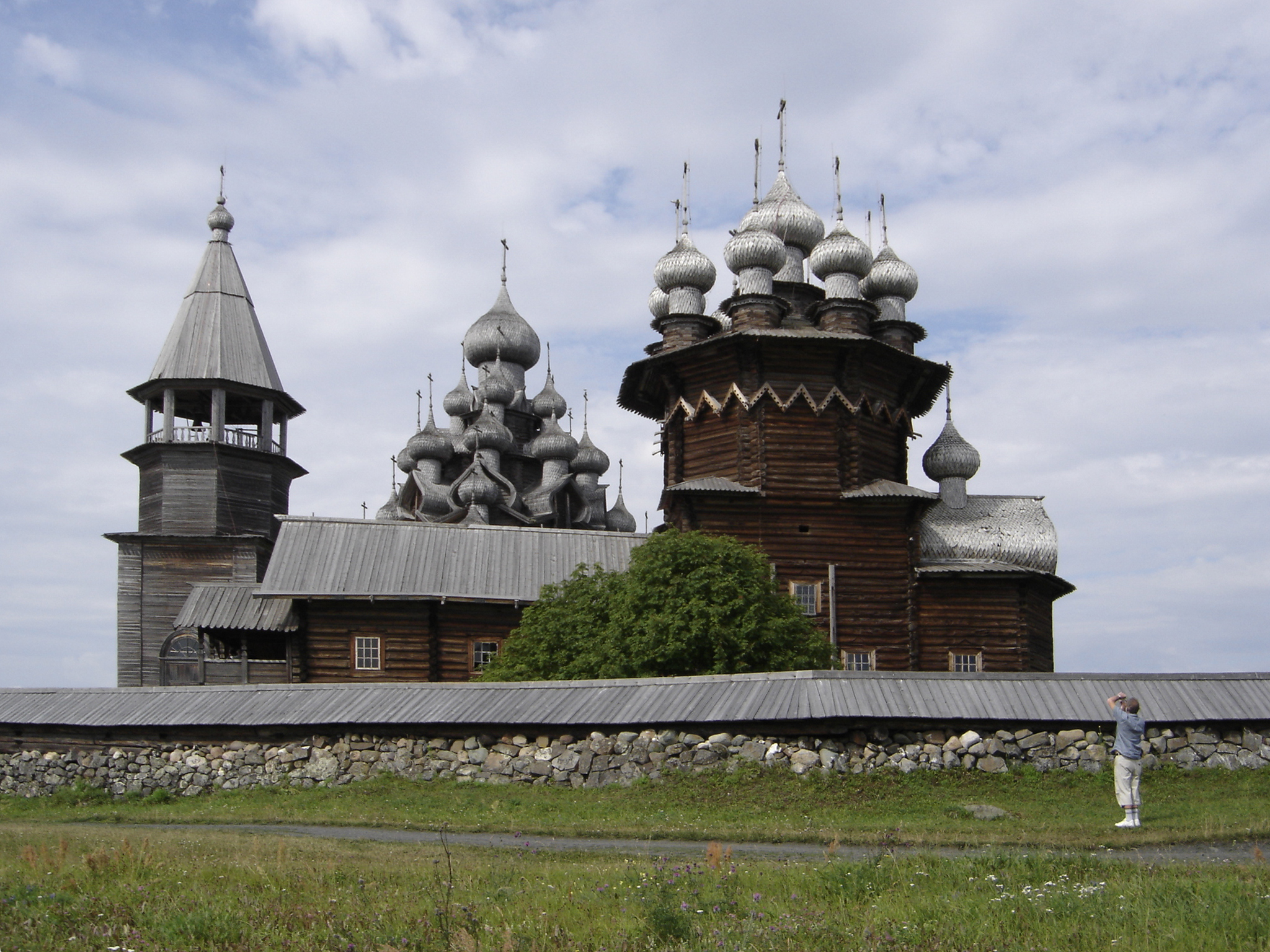
Enclos paroissial de Kiji.

Les critères retenus par l'UNESCO pour inclure l'ensemble architectural de Kiji dans la liste du patrimoine mondial sont les suivants :
- Critère I : représenter un chef-d'œuvre du génie créateur humain.

Cet ensemble est considéré aujourd'hui par les habitants de Carélie comme la « Huitième merveille du monde ». Il peut être considéré comme une réalisation artistique unique. Ce résultat est obtenu non seulement par la réunion de plusieurs églises et d'un clocher à l'intérieur d'une seule enceinte de clôture, mais également par une conception exceptionnelle des constructions en bois qui sont en parfaite harmonie avec le paysage environnant.
- Critère IV : offrir un exemple éminent d'un type de construction ou d'ensemble architectural ou technologique ou de paysage illustrant une ou des périodes significative(s) de l'histoire humaine.

Sur les cinq pogosts conservés dans le nord-ouest du territoire de l'ex-URSS, Kiji est un exemple d'ensemble architectural typique de zones peu peuplées de colonies orthodoxes médiévales et post-médiévales. Ceci à un endroit où les prédicateurs ont dû faire face au problème des communautés chrétiennes dispersées et du climat rigoureux. Le pogost de Kiji est accessible par terre ou par mer et réunit plusieurs édifices religieux. Ceux-ci pouvaient en certaines occasions être utilisés à d'autres fins, comme un réfectoire ou une salle de réunion dans la nef ou le narthex. D'autres édifices de même type sont inspirés des mêmes principes en Scandinavie.
- Critère V : être un exemple éminent d'établissement humain traditionnel, de l'utilisation traditionnelle du territoire ou de la mer, qui soit représentatif d'une culture (ou de cultures), ou de l'interaction humaine avec l'environnement, spécialement quand celui-ci est devenu vulnérable sous l'impact d'une mutation irréversible.

Le pogost de Kiji et les bâtiments qui ont été regroupés en une exposition dans la partie sud de l'île, représentent un exemple exceptionnel d'architecture traditionnelle en bois de Carélie, de l'ensemble du nord de la Russie et de la péninsule fino-scandinave. Les charpentiers russes, dont la renommée remonte à la période médiévale de Novgorod, ont atteint à Kiji l'apogée de leur art. Des changements irréversibles ont par la suite conduit à une situation où cet art traditionnel a disparu. Il s'avère dès lors indispensable que de tels ensembles soient conservés comme illustration des technologies anciennes en ce que celles-ci apprennent des modes de vie anciens.

### Église de la Transfiguration du Seigneur

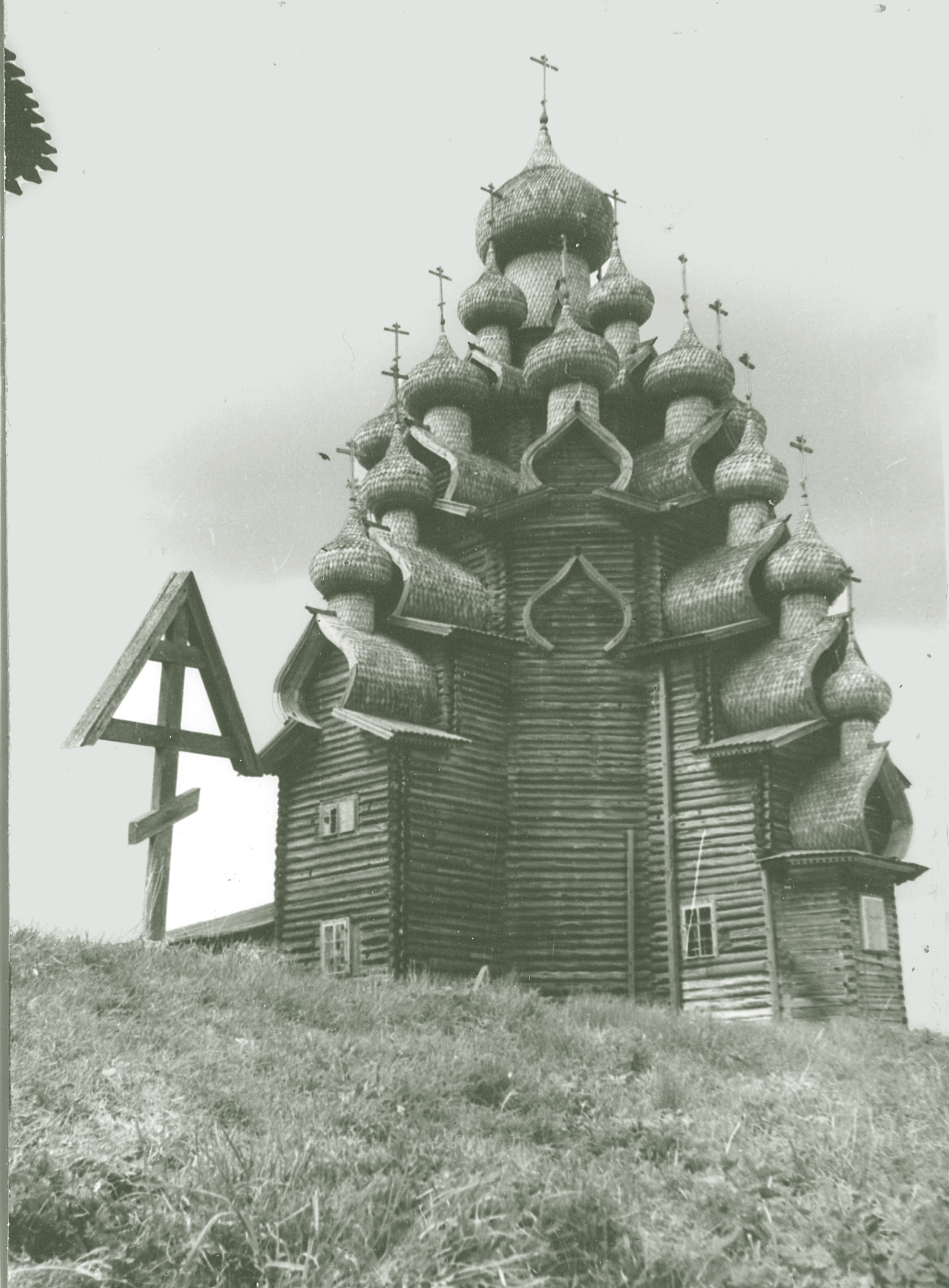
Église de la transfiguration du Seigneur

L'église de la Transfiguration du Seigneur est l'édifice le plus remarquable et le plus connu de l'ensemble architectural de Kiji. Le 6 juin 1714 eut lieu la pose de la première pierre de l'église. Cette date est inscrite sur la croix qui se trouve près de l'autel. Son modèle est l'église de l'Intercession de la Mère de Dieu (ru) qui date de 1708 et se situe dans l'oblast de Vologda. Cette dernière est également considérée comme un édifice remarquable en fédération de Russie.
L'église actuelle, dont les noms des fondateurs de l'église ne sont pas connus, a été construite à l'emplacement d'une précédente, brûlée par la foudre. Elle est construite en rondins de bois suivant la technique architecturale traditionnelle des charpentiers russes et donc sans clous. Bien que cela ne soit pas tout à fait exact puisqu'il y a des clous, mais seulement dans la partie supérieure et pas dans le corps même de l'édifice. Il s'agit d'un bâtiment religieux d'« été » sans chauffage. L'hiver, le culte n'y est pas célébré. L'église est de type octogonal à gradins. La structure de base est formée par des rondins assemblés en octogones qui s'élèvent sur quatre niveaux. Chaque structure octogonale est surmontée de deux assemblages de rondins de plus petite dimension,

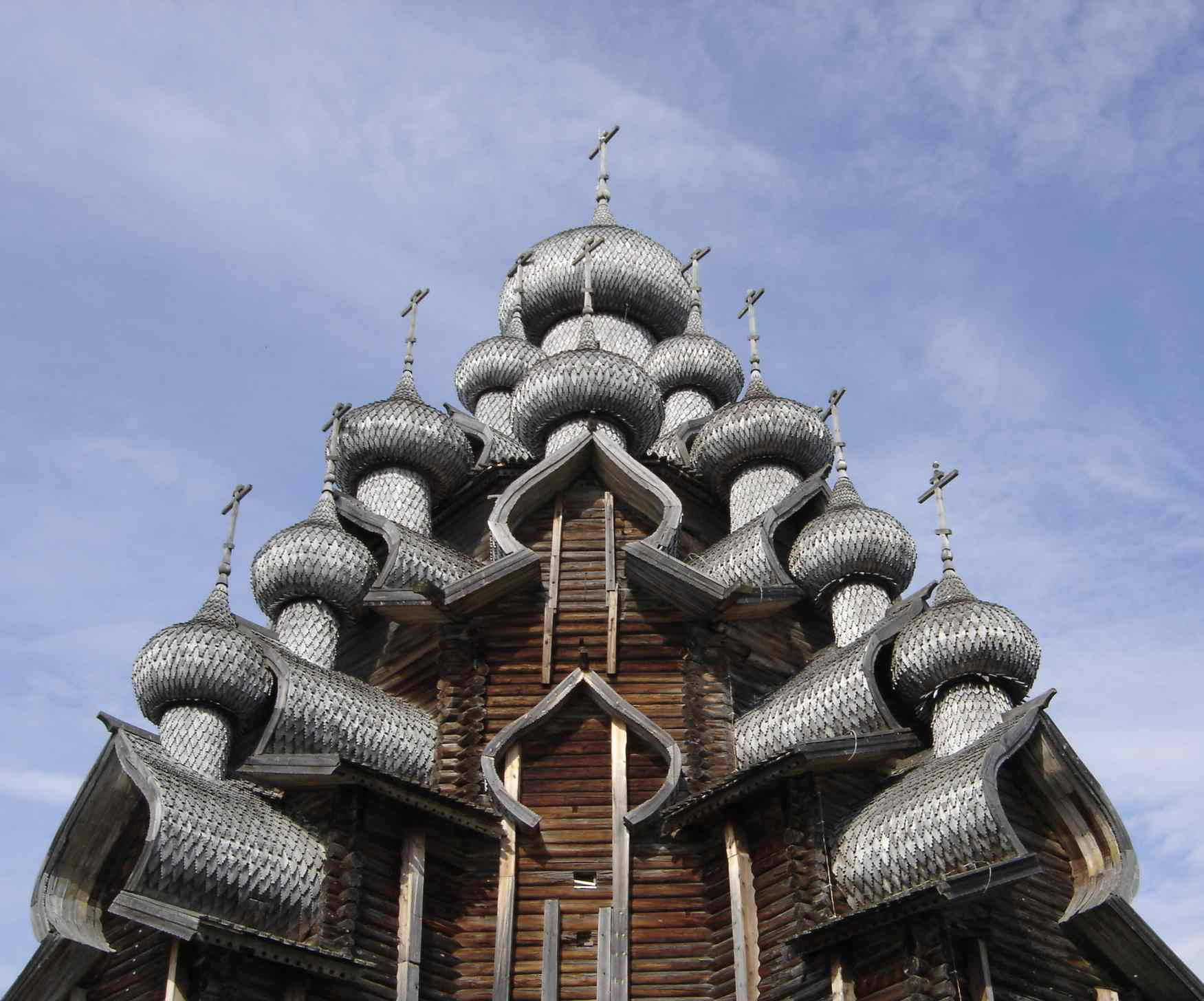
Les botchkas de l'église de la Transfiguration du Seigneur

L'église, haute de 37 mètres, est surmontée de 22 bulbes placés sur plusieurs niveaux et dont les tambours reposent tous sur une structure incurvée en forme de tonneau pincés dans leur partie supérieure. La forme et la dimension des coupoles varient légèrement suivant les niveaux, ce qui donne un motif d'allure rythmée. L'entrée de l'église est en forme de porche recouvert de deux pans de toits. L'église fut recouverte de planches au début du XIXe siècle et les bulbes recouverts de fer étamé.
Une restauration a eu lieu dans les années 1950 sous la direction de l'architecte Alexandre Opolovnikov.
L'iconostase est à quatre étages, composée de 102 icônes. La datation complète du cadre de l'iconostase n'a pas pu être établie avec précision : seconde moitié du XVIIIe siècle ou début du XIXe siècle. Selon l'époque du genre de peinture et les particularités stylistiques, elles peuvent être réparties en trois groupes : les deux plus anciennes sont celles de la « Transfiguration » et de l'« Intercession », qui datent de la fin du XVIIe siècle et qui sont typiques du style nordique. La partie principale inférieure de l'iconostase représente un second groupe qui date de la seconde moitié du XVIIIe siècle. Les icônes des trois étages supérieurs comprennent trois groupes et sont datées du premier tiers du XVIIIe siècle.
Ces deux derniers groupes d'icônes proviennent d'autres régions et ont été apportées à l'église de Kiji, alors que le premier groupe est d'origine locale. Le cadre des rondins est posé sur un lit de pierre sans fondations. Sous l'abside toutefois sont posés des moellons liés par du mortier et datant de 1870.

### Église de l'Intercession de la Mère de Dieu

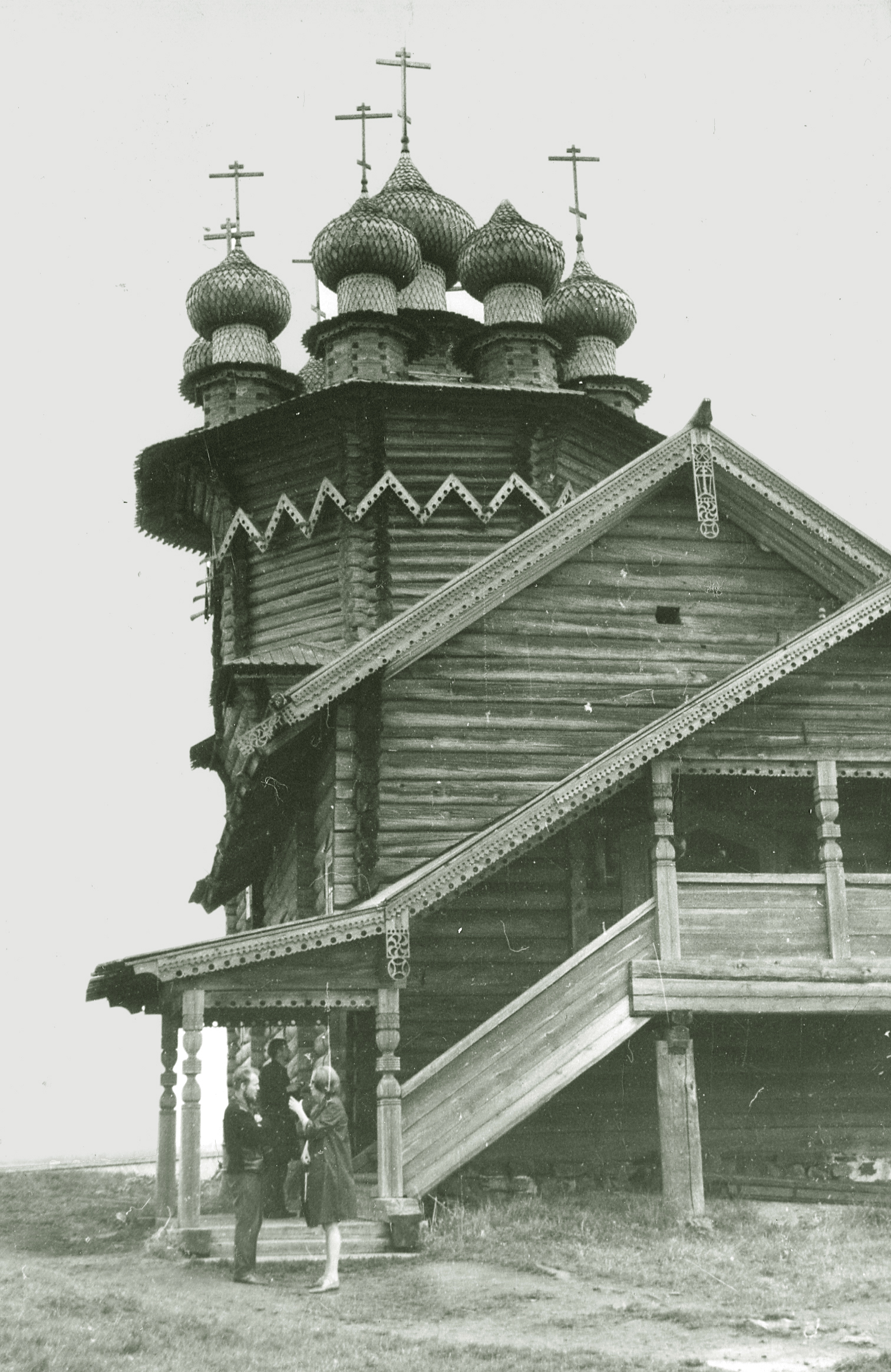
Église de l'Intercession de la Mère de Dieu

L'église de l'Intercession de la Mère de Dieu est une église chauffée, dite d'« hiver » où le culte y est assuré du premier octobre à Pâques.
Elle fut construite à côté de celle de la Transfiguration durant la seconde moitié du XVIIIe siècle, en 1764. À un architecte dont le nom n'est plus connu, il fut demandé de répondre à la question : quelle nouvelle église construire à côté de celle de la Transfiguration et ses 22 clochers sans perdre contenance ?
La solution fut trouvée en réalisant une église de l'Intercession « subordonnée » : elle complète celle de la Transfiguration, elle lui fait écho en lui rendant sa propre image,.
Huit dômes de l'église entourent un neuvième, au centre. Ils sont de proportion raffinée mais modeste pour ne pas diminuer la grandeur de l'église principale du pogrost, celle de la Transfiguration. Cette dernière est de forme pyramidale alors que l'église de l'Intercession est surmontée d'une coupole relativement plate, relevée seulement par ses neuf dômes.

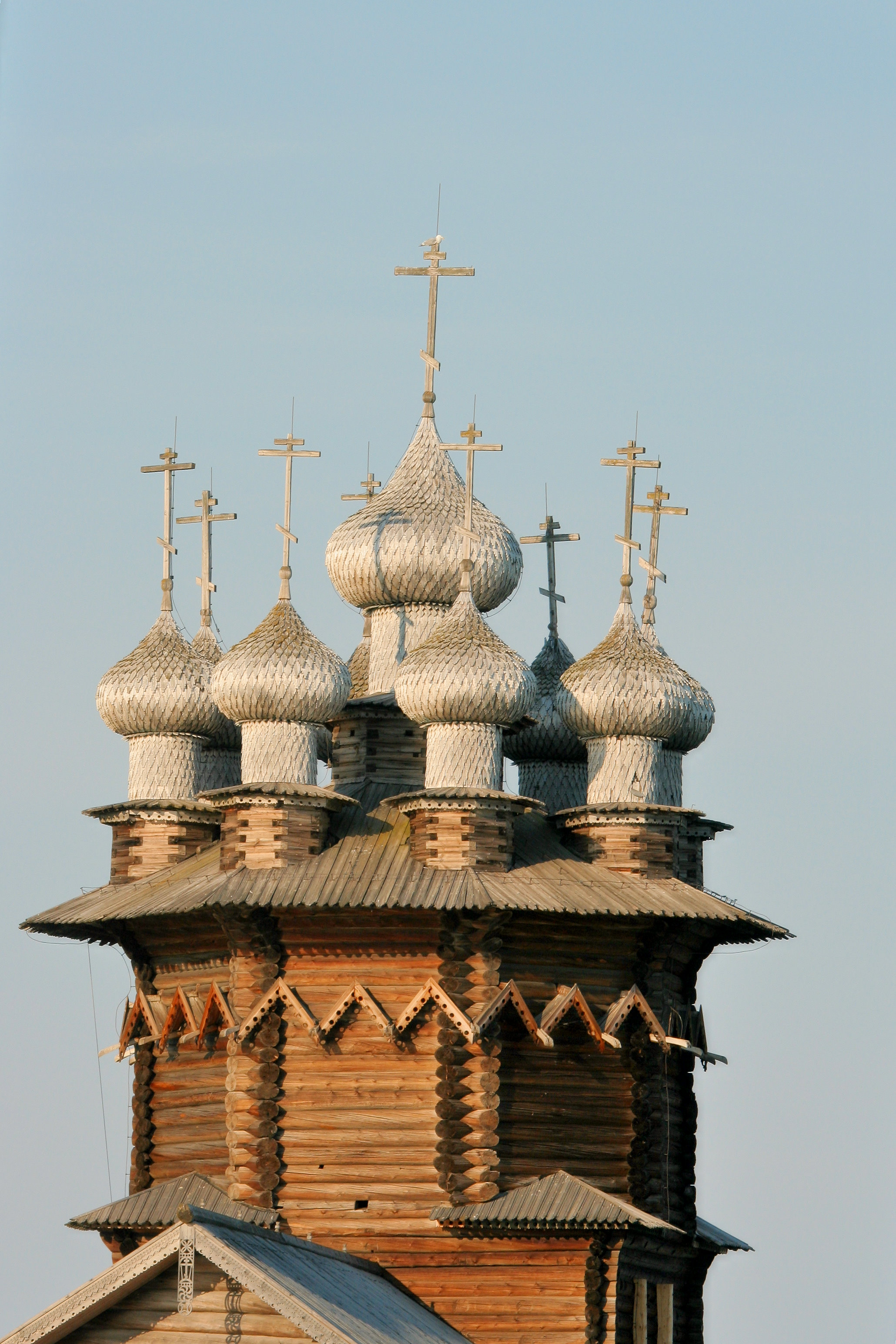
Clocher de l'église de l'Intercession

L'Église de l'Intercession est décorée avec parcimonie. Une ceinture sculptée et dentelée est l'un des seuls éléments décoratifs de l'édifice. Elle donne une note plus monumentale à l'ensemble et témoigne de l'amour des Russes pour l'élégance des motifs. Cependant les gargouilles et la ceinture décorative ne sont pas là seulement pour la décoration. Elles servent encore à la protection contre la pluie : grâce à elles, l'eau s'écoule plus loin des murs de l'église. À chaque ceinture est attachée une gargouille qui recueille l'eau qui coule et l'éloigne des murs et des rondins en bois.
Un seul grand perron donne accès à l'intérieur de l'église qui comprend quatre parties. Elles sont disposées les unes derrière les autres d'ouest en est.
Depuis le XVIIe siècle, lorsque dans toute la Russie, furent relancées les activités des zemstvos et que fut renforcée l'administration locale, l'installation de réfectoires devint presque une obligation dans les églises dites d'« hiver ». Ces réfectoires étaient aussi un lieu de réception, l'endroit où les habitants du pogost discutaient des mesures d'urgence à prendre par la collectivité. C'était aussi le lieu des débats et audiences judiciaires, l'endroit où étaient portés à connaissance du peuple les arrêtés du tsar et des autorités en général, le lieu des nominations des fonctionnaires, etc. 
Le lieu du culte lui-même dans l'église, diffère par la hauteur de son plafond. L'iconostase initiale de l'église n'a pas été conservée. Celle qui existe actuellement a été rénovée dans les années 1950.
La vague de rénovation des édifices religieux de la seconde moitié du XIXe siècle a touché également l'église de l'Intercession : le mur entre le réfectoire et l'église fut modifié, les parois furent crépies et l'iconostase remplacée. C'est celle qui existe actuellement et qui a été rénovée dans les années 1950.
Dans la partie ouest de l'église, le lieu le plus saint, l'autel et, derrière celui-ci, une abside. La modestie de la taille et la simplicité de la disposition intérieure est une caractéristique des églises du nord. Mais elles n'en ont pas moins un belle apparence.
Actuellement il subsiste quatre iconostases qui ont été restaurées par A.V Opolovnikov dans les années 1950. Celles qui dataient de la seconde moitié du XVIIe siècle ont été enlevées pendant l'occupation du territoire par la Finlande et jointes à une collection d'iconostases reprenant des icônes de la Zaonejie. Elles furent l'objet de recherches pendant longtemps avant d'être retrouvées par un certain L. Petterson, qui exportait des icônes vers la Finlande.

### Clocher

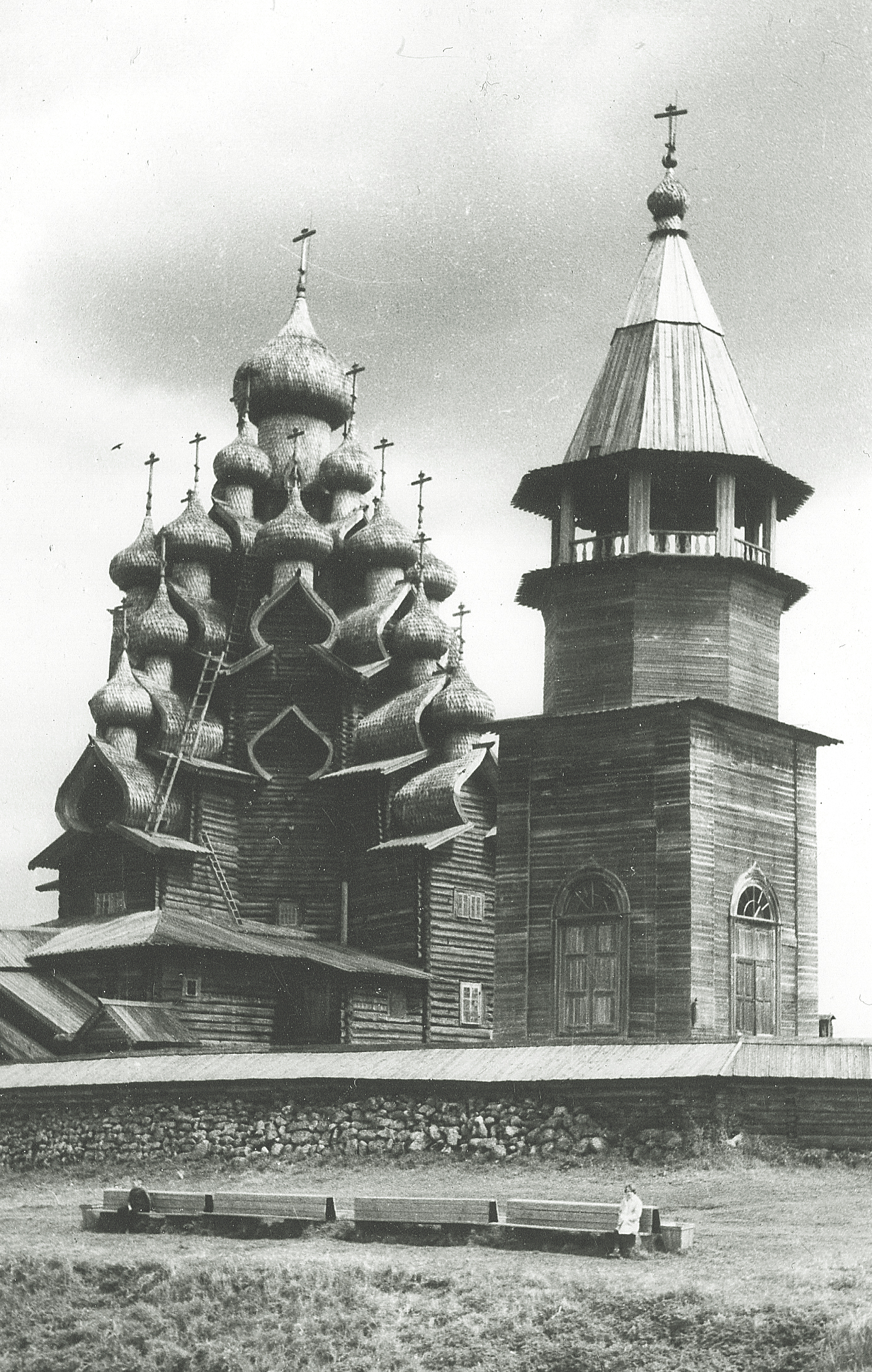
Clocher à Kiji

Le clocher date de 1863 et a remplacé l'ancien clocher qui avait été caché pour cause de vétusté en 1862. Il semble qu'en 1874, des travaux de restauration furent encore effectués dans la partie supérieure.
De plan carré il est divisé en trois parties au niveau du rez-de-chaussée séparées chacune par des cloisons : l'entrée, la cage d'escalier et une remise. En haut, le volume intérieur du clocher est divisé en trois niveaux. Cinq marches d'escalier mènent aux cloches.
La composition de la structure du clocher est établie suivant la tradition : sur un quadrilatère une tour octogonale. Sur celle-ci un toit formé de huit piliers en forme de tente, surmonté d'un petit dôme sur lequel est posée la croix. Les portes extérieures sont lambrissées. Sur les rondins qui forment la carcasse, des planches. Pour le toit : des planches, mais en double couche. Les fondations sont faites d'un lit de moellons dans du mortier. Les bois sont : du pin, du sapin, du tremble.
Dans l'axe nord-sud le passage est fermé par de grands portails voûtés. D'est en ouest, les portails existent mais sont faux et purement décoratifs. L'espace intérieur est éclairé par les quatre fenêtres au-dessus des porches d'entrée. Une fenêtre est percée également dans le mur nord-est de l'octogone. Une balustrade protège la plate-forme en dessous du clocher

### Clôture en bois

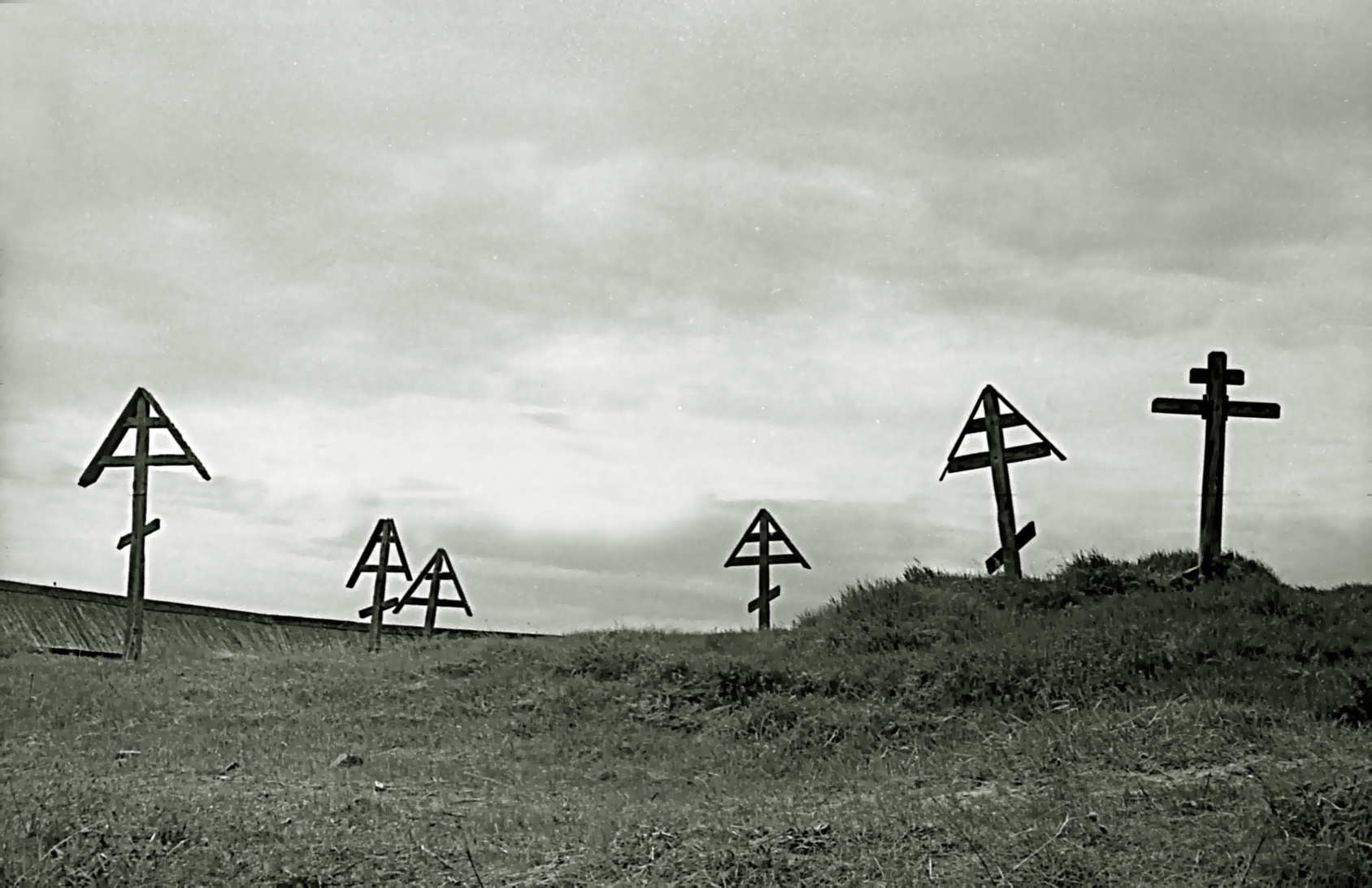
Vestiges du cimetière des Vieux-croyants dans les limites de l'enceinte

La clôture primitive n'est pas arrivée intacte jusqu'à notre époque. En 1959, elle fut recréée à l'image des clôtures de cimetières en rondins retrouvées au Nord du Pogost de Kiji sur base d'un projet de l'architecte А. V. Opolovnikov.